# Pilvingiai
Pilvingiai är en ort i Litauen. Den ligger i den södra delen av landet, 80 km sydväst om huvudstaden Vilnius. Pilvingiai ligger 130 meter över havet och antalet invånare är 213.
Terrängen runt Pilvingiai är platt, och sluttar söderut. Runt Pilvingiai är det glesbefolkat, med 13 invånare per kvadratkilometer. Närmaste större samhälle är Varėna, 18,7 km öster om Pilvingiai. I omgivningarna runt Pilvingiai växer i huvudsak blandskog.